# Sooliman Rogie
Sooliman Ernest Rogers (conocido como Rogie o  S.E. Rogie) (Freetown, Sierra Leona, 1926 - Reino Unido, 4 de julio de 1994) fue un cantante y guitarrista sierraleonés de los géneros highlife y palm-wine.
A lo largo de su carrera, fue incorporando a sus composiciones elementos del pop y el folk, creando su propio estilo singular, habiendo estado fuertemente influenciado por Jimmie Rodgers durante su juventud. 
En 1973 emigró al Reino Unido, donde trabajó con frecuencia en escuelas como embajador cultural, presentando a los estudiantes el arte y la cultura de su país. En 1975 fundó Rogiephone, su propio sello discográfico, a través del cual lanzó su primer álbum titulado African Lady.
En 1986 autoprodujo su álbum The Sixties Sounds of S.E. Rogie, el cual fue reeditado ese mismo año por el sello Cooking Vinyl. En 1988 regresó a Sierra Leona. Rogie apareció en la película Acoustic Sounds from Africa de 1990, interpretando las canciones Please go easy with me, Clua Koonde, Don't touch me tomato y su mayor éxito My lovely Elizabeth.
Su último trabajo Dead men don't smoke marijuana fue grabado en Londres y apareció en 1994.